# Vâj-hațul de-a lungul timpului
Vâj-hațul de-a lungul timpului (engleză: Quidditch Through the Ages) este atât o carte fictivă care apare în seria de romane Harry Potter a scriitoarei J. K. Rowling, cât și o carte reală de aceeași autoare. Cartea reală pretinde a fi o copie a celei fictive, scrisă de Kennilworthy Wisp. Astfel, J. K. Rowling nu este menționată în Vâj-hațul de-a lungul timpului ca autoare, ci doar ca deținătoare a drepturilor de autor pentru seria Harry Potter.